# گاگارین، ارمنستان
گاگارین (به ارمنی: Գագարին) یک روستا در ارمنستان است که در استان گغارکونیک واقع شده‌است. گاگارین در ۹ کیلومتری غرب گاوار، مرکز استان گغارکونیک واقع شده‌است.

## خصوصیات
گاگارین ۱٬۴۱۷ نفر جمعیت دارد و در ارتفاع ۱۹۰۰ متر بالاتر از سطح دریا قرار گرفته‌است.
| سال   | ۱۹۷۹ | ۱۹۸۹ | ۱۹۹۱ | ۲۰۰۱ |
| جمعیت | ۹۵۳  | ۱۶۴۳ | ۱۴۰۰ | ۱۴۹۸ |